# Suzuki SX4
Suzuki SX4 — мини-кроссовер, совместно разработанный и производимый японским Suzuki (для модельного ряда до 2013 года).
SX4 — это аббревиатура от « Sports X — более 4 сезонов».
С 2013 года выпускается второе поколение автомобиля.
С октября 2016 года выпускается третье поколение автомобиля, вместо вариатора устанавливается коробка автомат, в остальном технические характеристики остались прежними, прошел фейслифт и немного изменился салон, а также в комплектации автомобиля добавлен новый двигатель 1,4 л. Boosterjet 140 л. с.

## Первое поколение
Дизайн Suzuki SX4 был разработан компанией Джорджетто Джуджаро «Italdesign». Предшественником SX4 считается Suzuki Aerio (на российский рынок поставлялась под названием Liana). SX4 был представлен в 2006 году на Женевском автосалоне. Первоначально автомобиль предназначался для европейского рынка, однако на сегодняшний день он продаётся в Японии, Индии, Южной Америке, Австралии, Южной Африке, а также продавался в Северной Америке. Собирается SX4 на заводах компании Suzuki в Венгрии (Эстергом), Японии, а также в Индии (Манесар). Предполагается[кем?], что 60 тыс. автомобилей SX4 будут реализованы следующим образом: 2/3 компанией Suzuki и 1/3 компанией Fiat под брендом Fiat Sedici.
Используемые двигатели:

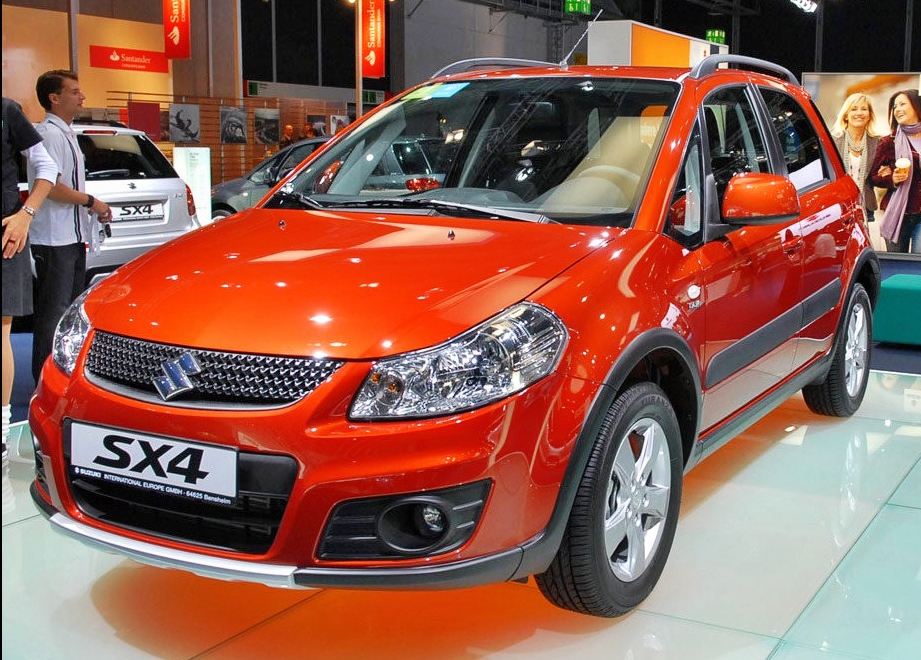
Рестайлинг 2009

- 1,5-литровый бензиновый, идентичный двигателю автомобиля Swift;
- 1,6-литровый (без VVT-i) максимальной мощностью 102 л. с. (автомобили Suzuki SX4 седан с таким двигателем продаются в Индии фирмой Maruti);
- 1,6-литровый VVT двигатель, используемый в новой Grand Vitara, мощностью 107 л. с.;
- 1,9-литровый дизельный DDIS-двигатель, разработанный компанией Fiat, максимальной мощностью в 120 л. с. и крутящим моментом в 280 Н·м.

Первоначально SX4 представлял собой пятидверный хетчбэк, продававшийся на рынке под именем SX4 Crossover. Модель кузова седан, на рынке известная как SX4 Sport, была представлена на Нью-Йоркском автосалоне в 2007 году. Сегодня седан реализуется на рынках Японии, Индии и некоторых восточноевропейских стран.
В Северной Америке SX4 появился в 2006 году как младший в семействе Suzuki полноприводный (AWD) автомобиль 2007 года. Стандартная комплектация североамериканской модели отличается от европейской полным приводом и отдельным 2-литровым рядным четырёхцилиндровым бензиновым двигателем мощностью 143 л. с. Переднеприводные SX4 в стандартной комплектации поставляются только в Канаду, Турцию, Израиль и Китай, хотя в Канаде полный привод является опцией по заказу.
В стандартную комплектацию пятидверного хетчбэка североамериканской модели SX4 2008 года входят iAWD («умный» полный привод), электропривод замков дверей, электропривод зеркал, CD-плеер с поддержкой MP3, функция открытия дверей и запуска двигателя «без ключа».
22 марта 2010 года в России стартовала продажа нового Suzuki SX4 с модернизированным двигателем в 112 л. с., улучшенной тормозной системой, интерьером и экстерьером.

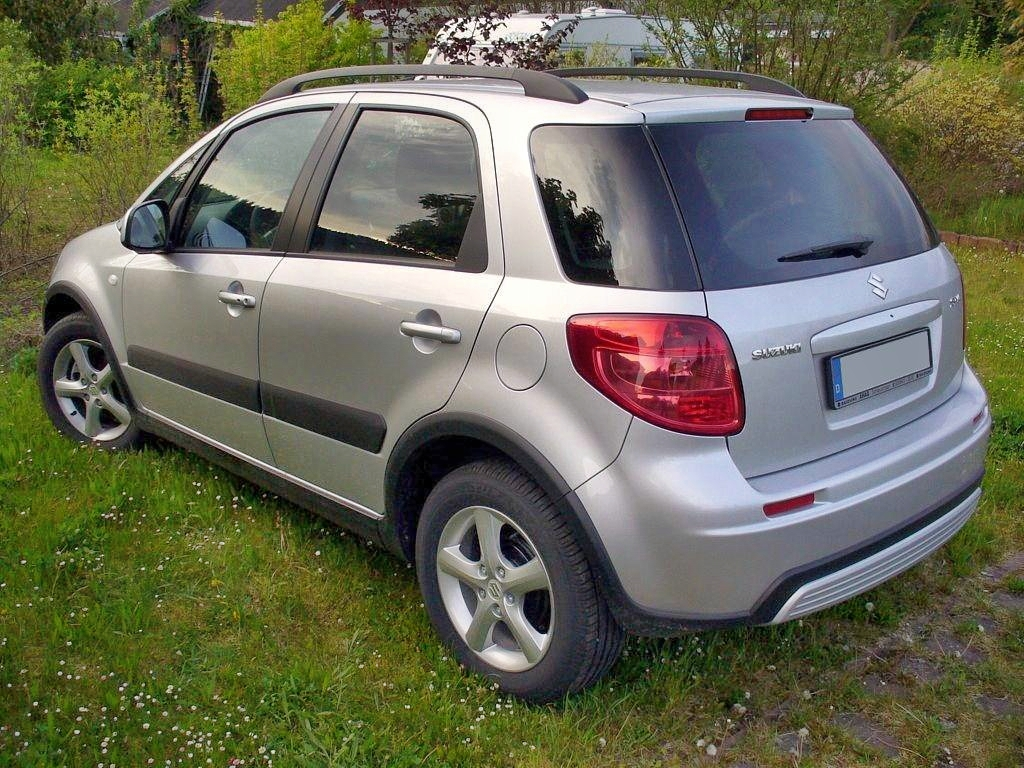
Задняя часть кузова SX4 (с установленным противоподкатным брусом)
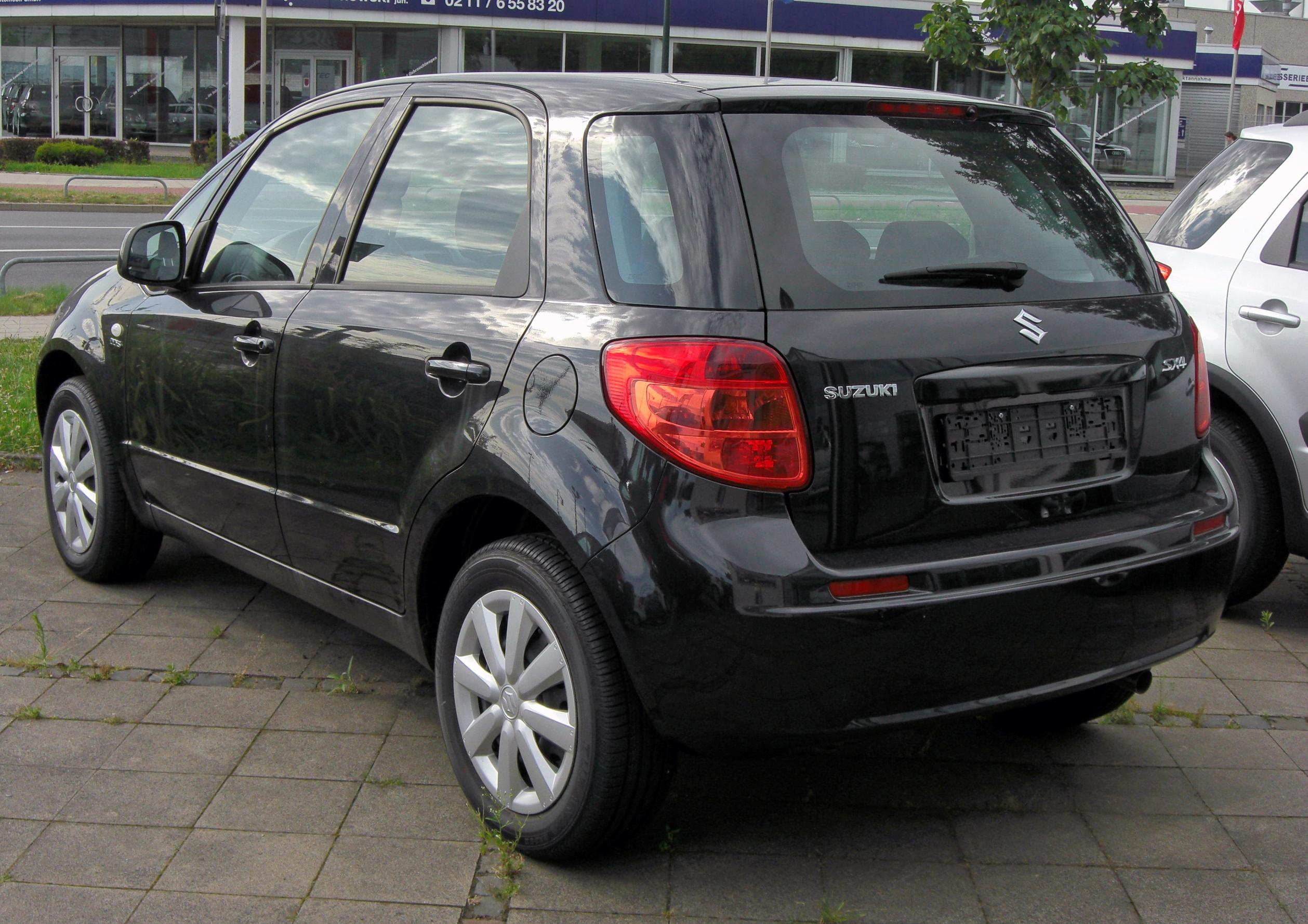
SX4 Streetline
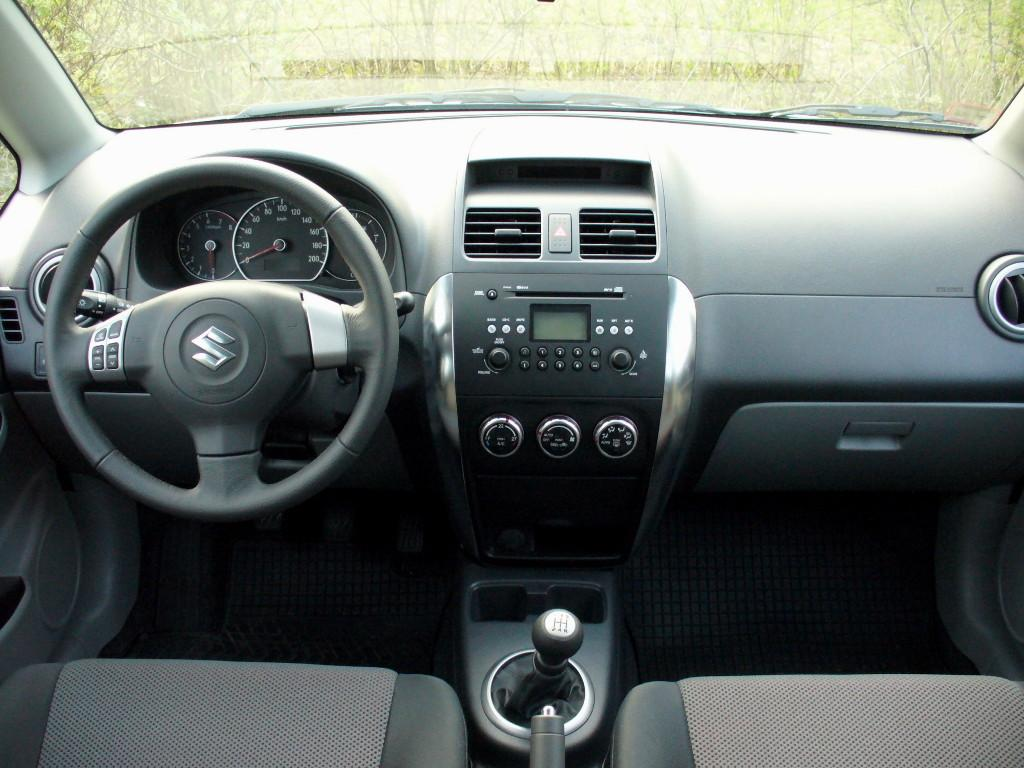
Интерьер
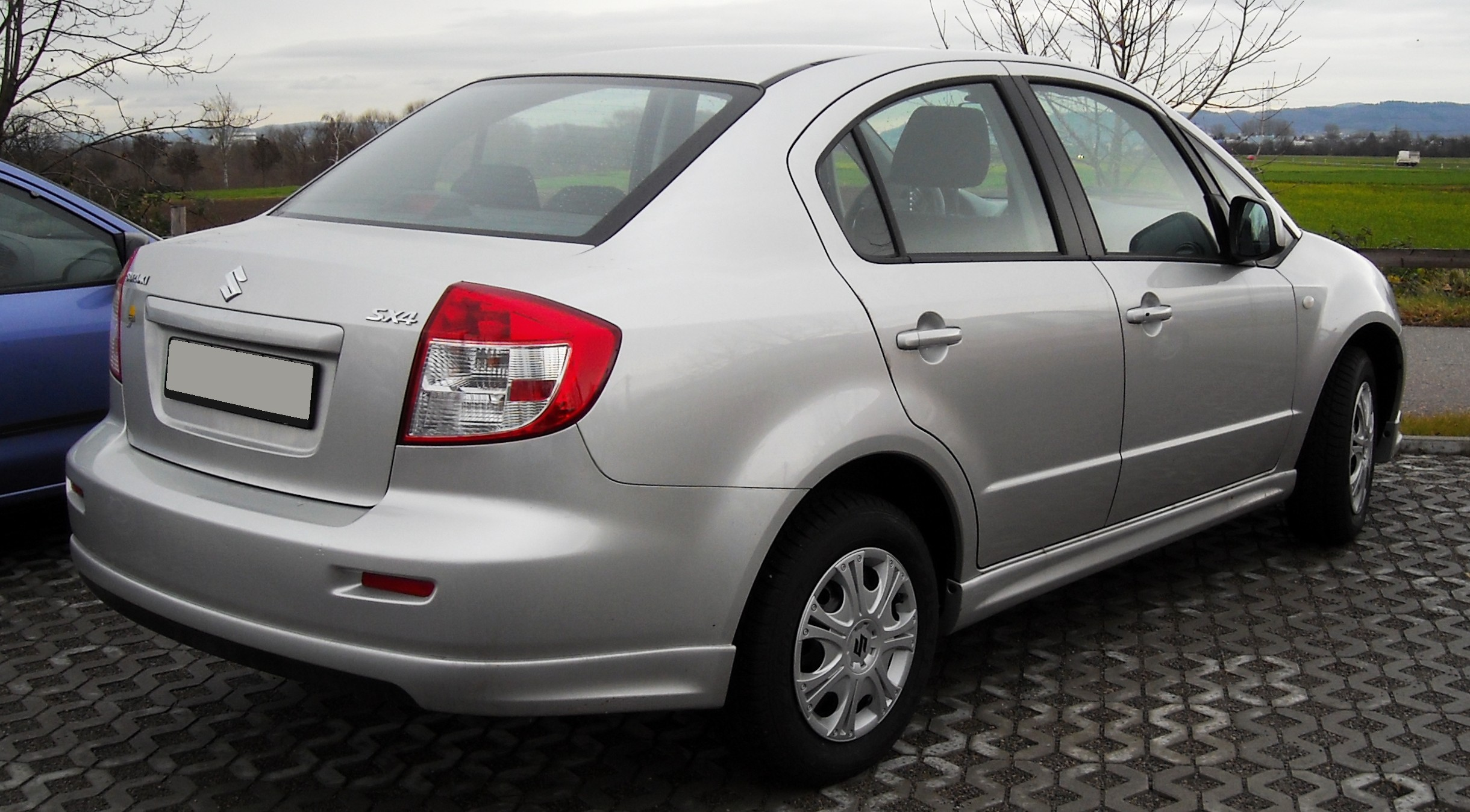
SX4 Седан

### Кампании отзыва
В 2007 году Suzuki отозвала 29 599 автомобилей SX4. Причиной отзыва стала проблема с ручным тормозом. Из-за неправильного монтажа, произведенного на сборочном заводе Венгрии, возникла опасность несрабатывания механизма ручного тормоза после его активации. Под кампанию отзыва попали автомобили 2006 и 2007 года выпуска.
В 2008 году Suzuki отозвала ещё 24 447 шт. SX4 по причине проблемы с катализатором — машины могут выделять больше углекислого газа, чем разрешено европейскими нормами токсичности.

### Безопасность
| Euro NCAP                                  | Euro NCAP | Euro NCAP | Euro NCAP |
| ------------------------------------------ | --------- | --------- | --------- |
| Рейтинги                                   | Пассажир  |           | 29        |
| Рейтинги                                   | Ребёнок   |           | 30        |
| Рейтинги                                   | Пешеход   |           | 22        |
| Протестированная модель: Suzuki SX4 (2006) |           |           |           |

## Второе поколение
Второе поколение было показано в ноябре 2013 года на Женевском автосалоне. Продажи начались весной 2014 года в Европе, 8 сентября 2014 года и в России. В октябре 2016 года подвёргся рестайлингу, в некоторых странах стал называться S-Cross. Его продажи начались в феврале 2017 года.

### Безопасность
Автомобиль прошел тест Euro NCAP в 2013 году:
| Euro NCAP                                               | Euro NCAP | Euro NCAP | Euro NCAP             |
| ------------------------------------------------------- | --------- | --------- | --------------------- |
| · общий рейтинг                                         |           |           |                       |
| 92%                                                     | 80%       | 72%       | 81%                   |
| взрослый пассажир                                       | ребёнок   | пешеход   | активная безопасность |
| Протестированная модель: Suzuki SX4 1.6 GL+, LHD (2013) |           |           |                       |

## Третье поколение
Suzuki представила третье поколение S-Cross через Интернет 25 ноября 2021 года. Он продолжает производиться на заводе Magyar Suzuki в Венгрии для европейского рынка, а также экспортируется в Азию, Океанию и Латинскую Америку.
Автомобиль построен на платформе Suzuki Global C, как и предшественник.

### Двигатель
- 1.4 L K14D Boosterjet turbo I4 + электродвигатель WA06B DC synchronous